# Bassanne (rivière)
Pour l’article homonyme, voir Bassanne.
La Bassanne est une petite rivière française dans le département de la Gironde, dans la région Nouvelle Aquitaine. C'est un affluent de la rive gauche de la Garonne.

## Géographie
Les sources de la Bassanne se trouvent sur la commune de Cauvignac au sud de Sigalens. La rivière nourrit un étang à Sigalens avant de traverser les bourgs d'Aillas, Savignac et Pondaurat. Ensuite il coule au pied de Puybarban avant d'être coupé par le canal latéral de la Garonne. Après encore un court trajet de l'autre côté du canal, la Bassanne débouche après avoir traversé le village homonyme de Bassanne, dans la Garonne, sur le territoire communal de Castets et Castillon. Une dérivation mineure, depuis le moulin de Piis, se jette dans la Garonne entre les communes de Floudès et Barie après une course de 28,1 km.

### Département et communes traversés
- Gironde : Cauvignac, Sendets, Labescau, Sigalens, Aillas, Berthez, Savignac, Pondaurat, Puybarban, Bassanne, Barie, Castets et Castillon.

## Affluents
Dix petits affluents sont répertoriés par le SANDRE.

## Site Natura 2000 Réseau hydrographique de la Bassanne
Un arrêté  du 23 septembre 2016, modifié par un autre arrêté 7 janvier 2021 portent désignation du site Natura 2000 Réseau hydrographique de la Bassanne (zone spéciale de conservation). L'espace a délimité s'étend sur tout ou partie du territoire de communes du département de la Gironde : Aillas, Barie, Bassanne, Berthez, Castets et Castillon, Floudès, Gans, Labescau, Pondaurat, Puybarban, Savignac, Sigalens.  L'objet est   la conservation des habitats naturels ainsi que de la faune et de la flore sauvages. Le Syndicat Mixte d’Aménagement Hydraulique des bassins versants du Beuve et de la Bassanne (SMAHBB) est chargé de l’animation Natura 2000.